# Iglesia de la Natividad de Nuestra Señora (Arcas)

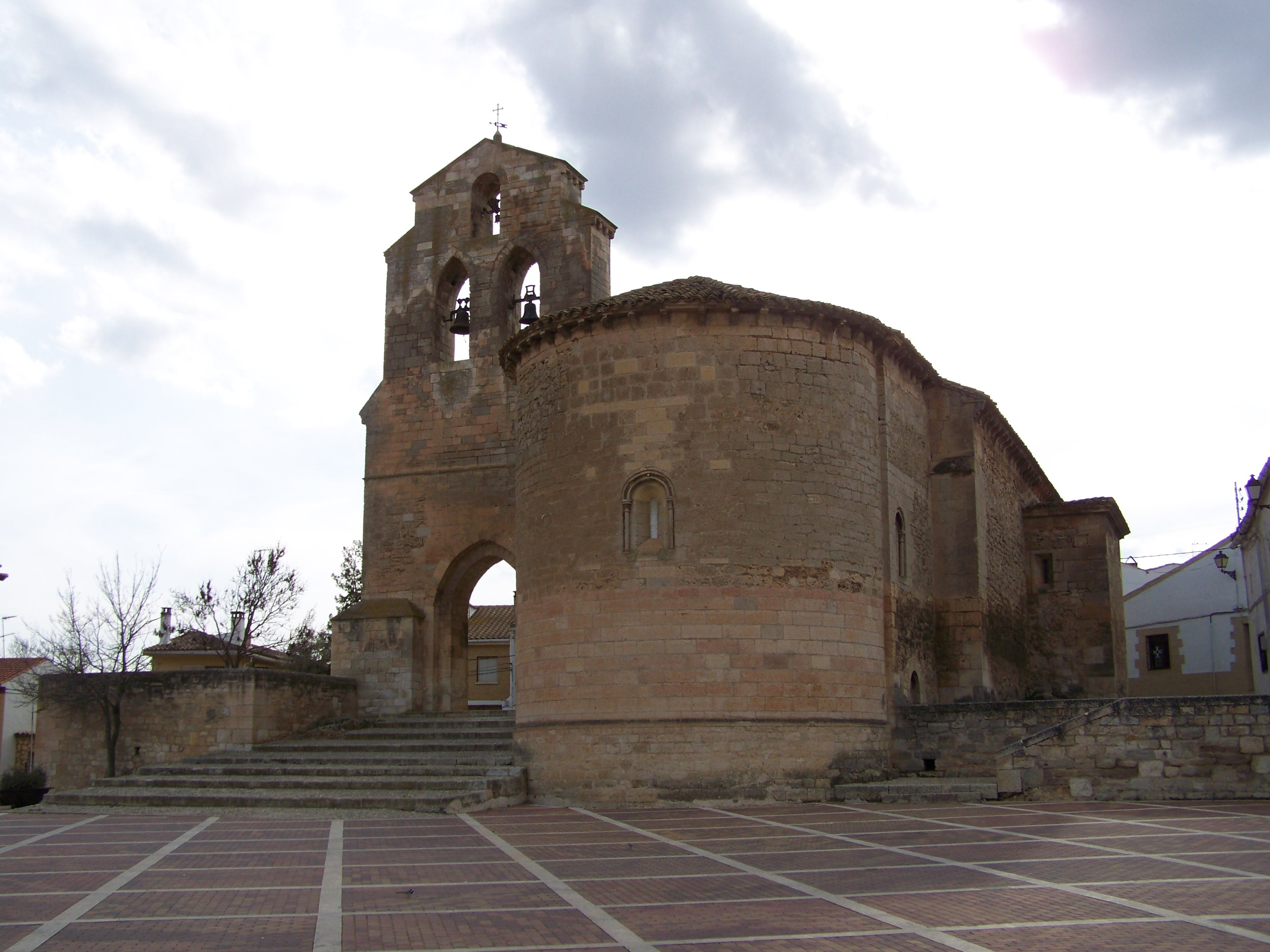
Vista de la iglesia donde se puede ver el ábside y la espadaña de tres campanas.

La Natividad es una iglesia católica, parroquia del municipio de Arcas de la provincia de Cuenca, comunidad autónoma de Castilla-La Mancha, España.
Es un templo románico de transición al gótico, del siglo XIII, de una sola nave desde la que se pasa al presbiterio a través de un arco triunfal de medio punto. Tiene un ábside semicircular con una ventana románica en el centro y un alero con canecillos labrados. Todo el ábside está revestido de piedra sillar. 
En el exterior destacan la espadaña, exenta pero adosada, con arcos apuntados para cobijar tres campanas y la portada románica con cinco arquivoltas también apuntadas como corresponde a la transición de ambos estilos. Su decoración es austera con bocel y toro, salvo el guardapolvo que lleva una decoración geométrica muy sencilla. Los capiteles tienen decoración vegetal.  
En el interior, tanto la nave como el presbiterio están cubiertos con artesonado. Tiene un coro a los pies, de madera. En 1623 se construyó una capilla lateral cubierta por una bóveda. Se veneran la imagen del Cristo y la de la Virgen de la Higa.

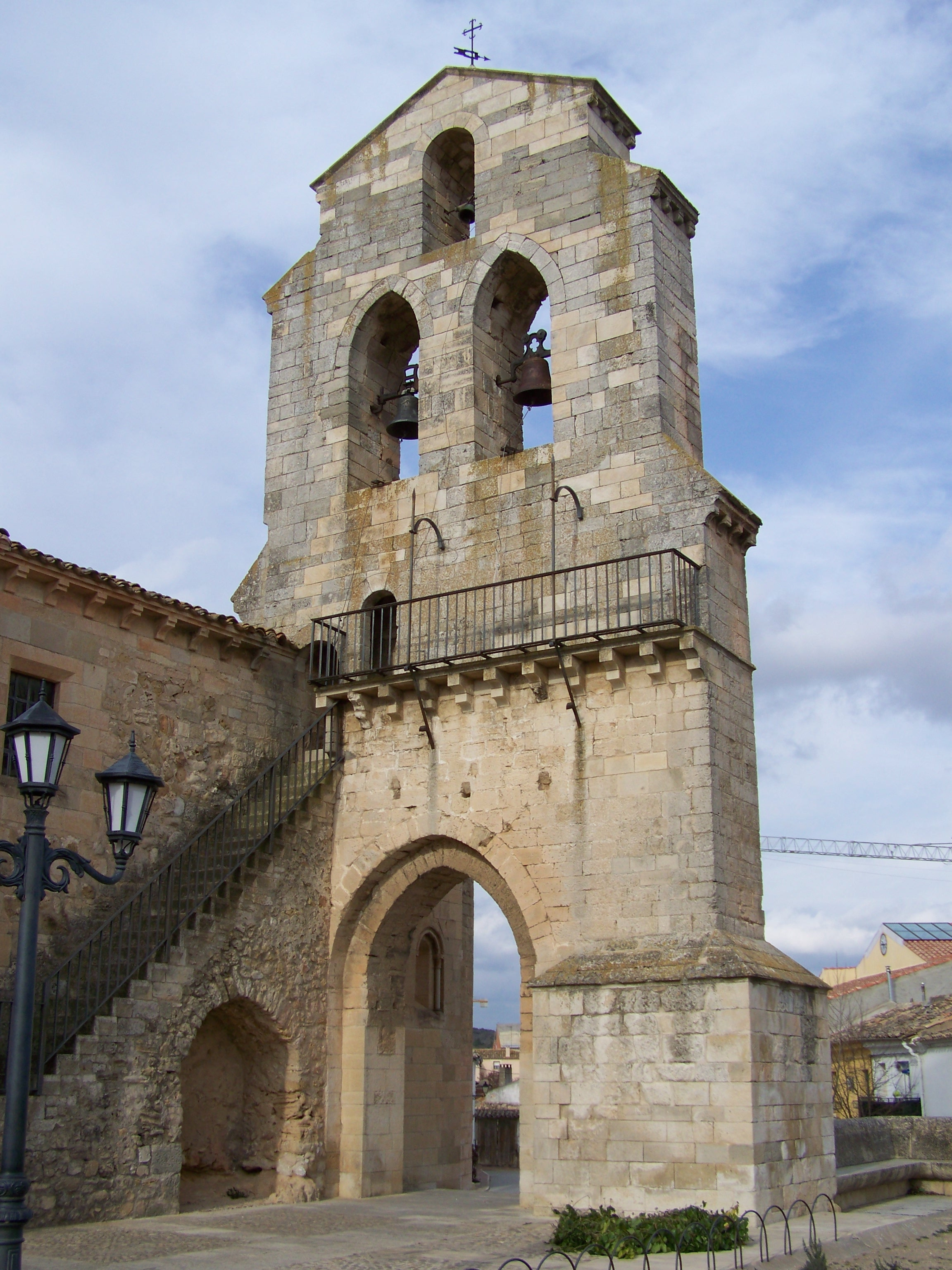
Detalle de la espadaña con la escalera de subida al balconcillo.
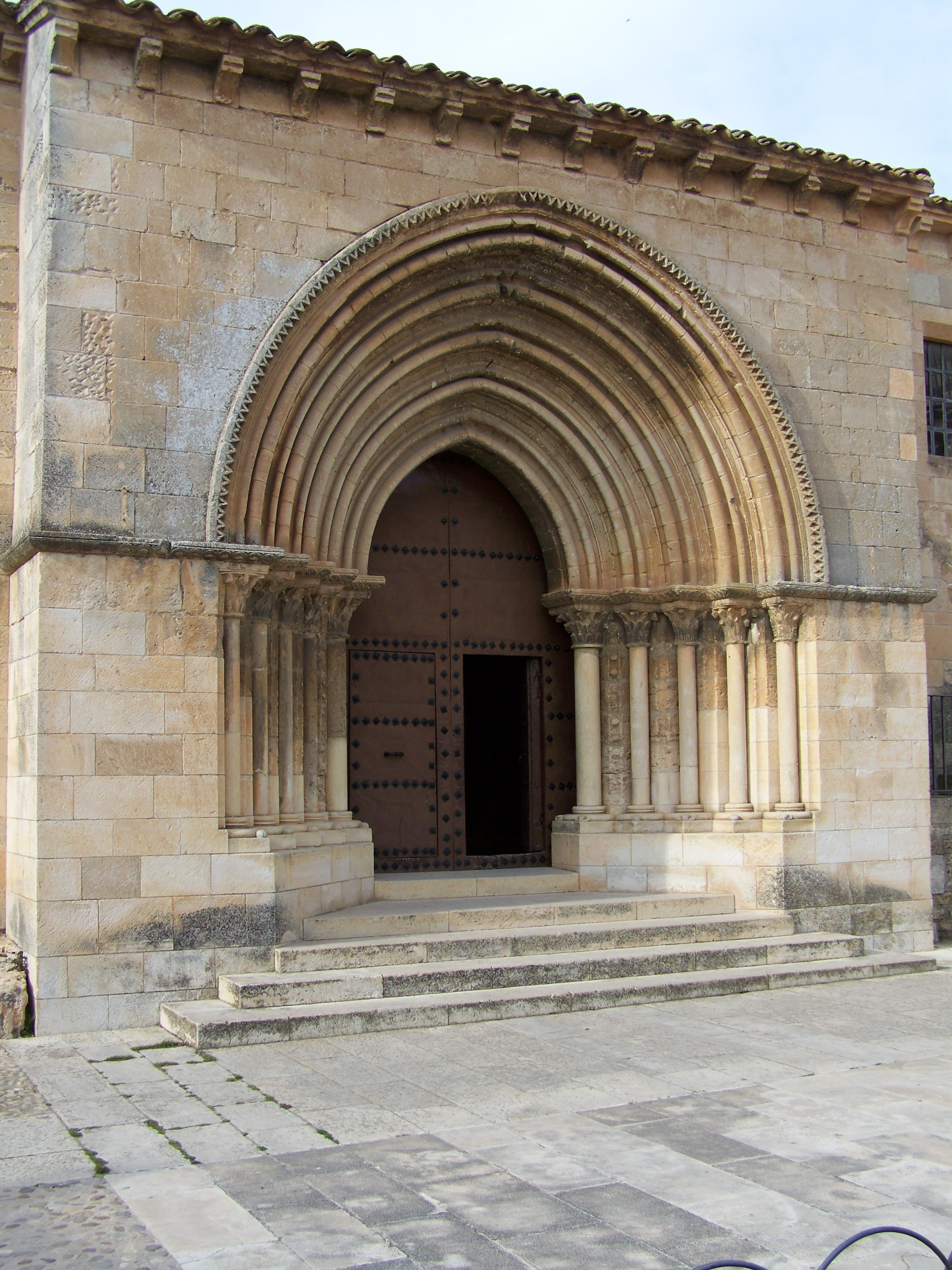
Portada con sus cinco arquivoltas.

Esta iglesia, un raro ejemplar románico por su situación bastante al sur de la zona de expansión de este estilo en la península ibérica, fue reconstruida y restaurada gracias al empeño de Ángeles Gasset.